# Nigel Davenport
Nigel Davenport (Cambridge, 23 de maio de 1928 — Gloucester, 25 de outubro de 2013) foi um ator inglês. Atuou nos filmes Carruagens de Fogo e 2001: Uma Odisséia no Espaço. Neste último fez a voz do computador HAL.